# Ryan Shotton
Pour les articles homonymes, voir Shotton.
Ryan Shotton, né le 30 octobre 1988 à Stoke-on-Trent, est un footballeur anglais qui évolue au poste de défenseur central.

## Biographie

### En club

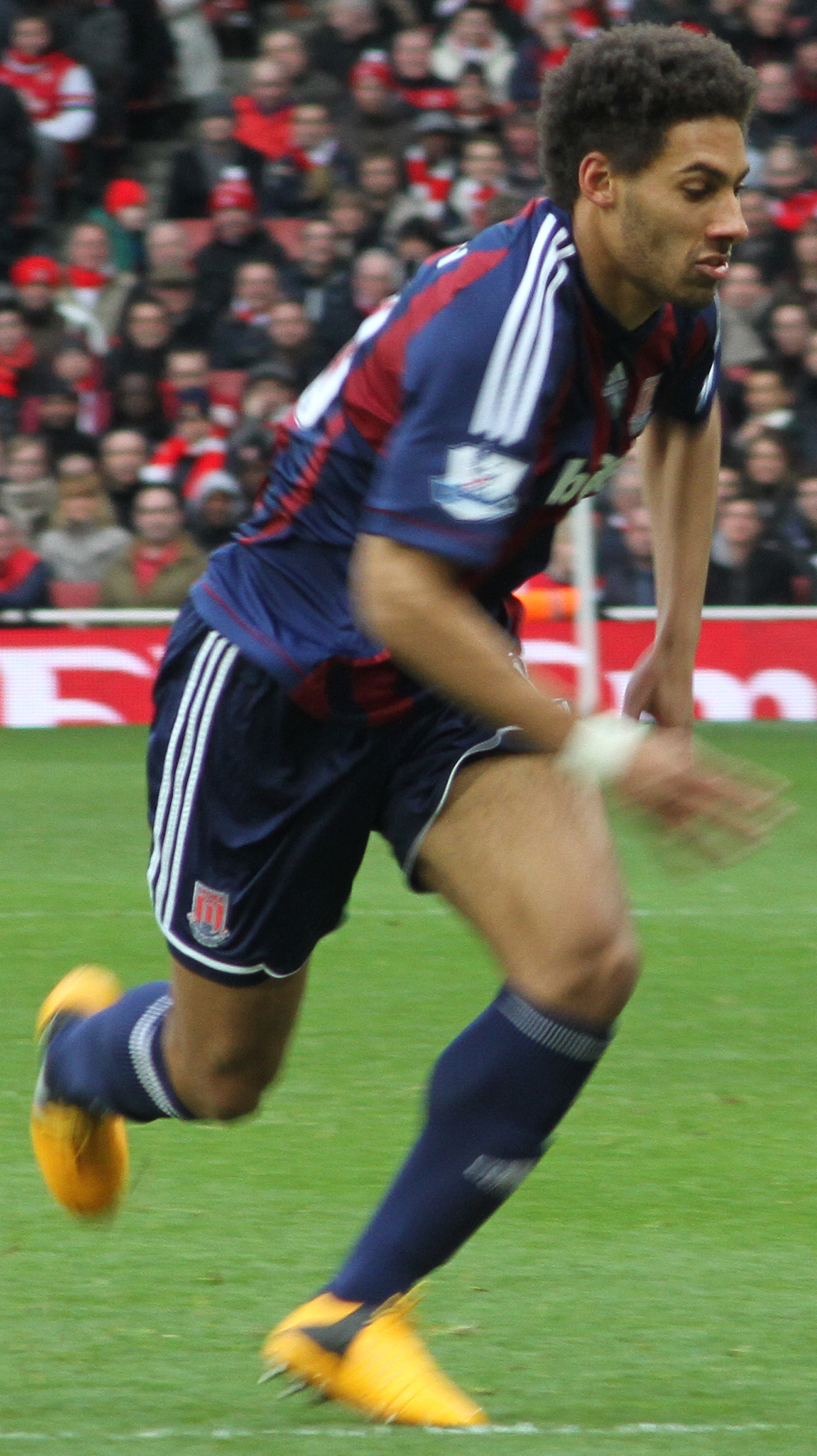
Shotton avec Stoke City en 2013

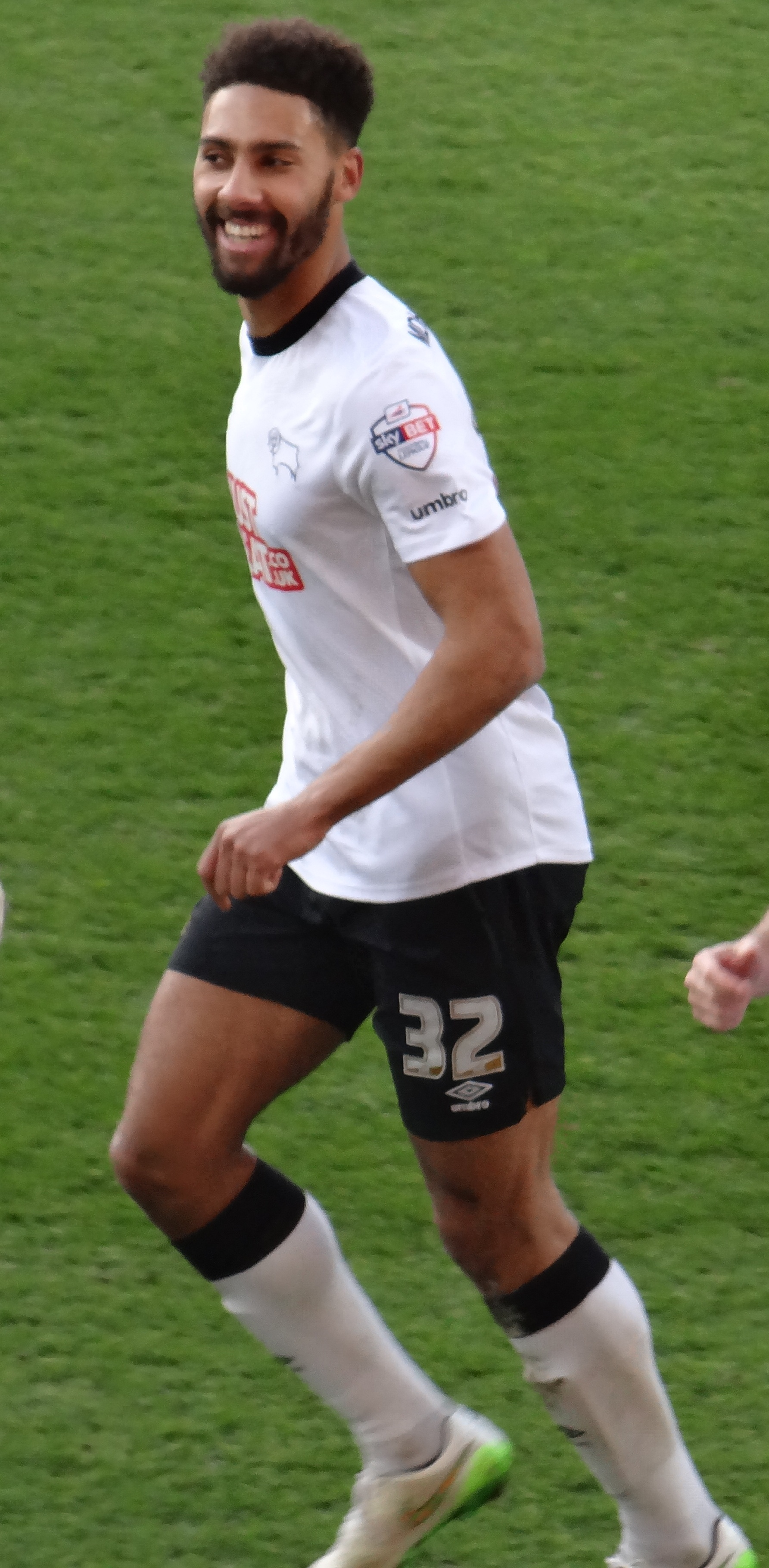
Shotton avec Derby County en 2015

Le 18 décembre 2020, il signe dans le club australien du Melbourne Victory.

### Famille
Le frère de Ryan Shotton, Liam (en), âgé d'un an de plus que lui, évolue au poste d'attaquant à Singapour, au Tiong Bahru FC.

## Palmarès

### En club
- Stoke City
  - Finaliste de la Coupe d'Angleterre en 2011

### Distinction personnelle
- Élu espoir de la saison de Stoke City en 2012 (en)